# James K. Polk
James Knox Polk, född 2 november 1795 i Mecklenburg County, North Carolina, död 15 juni 1849 i Nashville, Tennessee, var en amerikansk politiker; USA:s 11:e president 1845–1849. Han tillhörde det demokratiska partiet.
Han upptog Texas i unionen och tvingade fram kriget mot Mexiko, vilket ledde till annekteringen av New Mexico och Kalifornien.

## Karriär som slavägare
Polk var slavägare nästan hela sitt vuxenliv. Fadern Samuel lämnade efter sig 3 200 hektar mark och ungefär 53 slavar till änkan och barnen. James ärvde kontrollen över nio av faderns slavar, antingen direkt eller som arv efter avlidna bröder. Han blev 1831 en frånvarande plantageägare. Han skickade slavar för att röja plantagemark som han hade ärvt av fadern nära Somerville, Tennessee. Tre år senare sålde han sin bomullsplantage i Somerville och köpte tillsammans med sin svåger 370 hektar mark för en ny bomullsplantage nära Coffeeville, Mississippi. Den här plantagen hade han hand om för resten av sitt liv och till sist tog han över plantagen helt och hållet från svågern. Mera sällan köpte han slavar och sålde andra, fast när han blev president och hade råd, köpte han flera slavar. I Polks testamente stod det att slavarna skulle befrias efter att både han och hustrun Sarah Polk hade dött. Emancipation Proclamation ledde dock till frigörelse av Polks slavar mer än 25 år före änkan Sarahs död 1891.

## Politisk karriär
Både Polks far och farfar var anhängare av Thomas Jefferson. Hans första steg i den politiska karriären var som ämbetsman på delstatssenaten i Tennessee (1821–1823). Han avgick för att framgångsrikt kandidera till delstatens lagstiftande församling. Han var en populär talare och fick smeknamnet "Napoleon of the Stump". Han gifte sig 1 januari 1824 med Sarah Childress.
Polk blev en anhängare av Andrew Jackson som på den tiden var den ledande politikern i Tennessee. Jackson var presidentkandidat 1824, samma år som Polk blev invald i USA:s representanthus. Jackson blev inte vald av elektorerna trots att han fick flest röster i folkvalet. När elektorerna inte kunde ena sig bakom en kandidat, utsåg representanthuset John Quincy Adams till president. Polks första tal i representanthuset fördömde valet av Adams som förkastande av folkviljan; han föreslog även att elektorskollegiet skulle slopas.
Polk var i kongressen en stark anhängare av Jackson och hans politiska filosofi Jacksonian Democracy. Polk var emot nationalbanken Second Bank of the United States; han föredrog guld och silver framför papperspengar, litade inte på banker och företrädde jordbruksintressen mot industrin. Detta beteende förtjänade honom smeknamnet "Young Hickory", eftersom Jackson kallades "Old Hickory". När Jackson besegrade Adams i 1828 års presidentval, innebar det ett lyft i Polks karriär. Han var regeringens ledande anhängare i kongressen. Som ordförande i representanthusets mäktiga Ways and Means Committee stödde han Jackson i avskaffandet av nationalbanken.
Polk var talman i representanthuset 1835–1839, under vilken period Martin Van Buren efterträdde Jackson som president. Van Burens tid innebar en häftig strid mellan demokraterna och whigpartiet. Whigs förolämpade ofta Polk, talade illa om honom och presenterade utmaningar till duell.
Demokraterna hade förlorat makten i Polks delstat Tennessee. Situationen övertygade honom att återvända hem och kandidera till guvernör. Han besegrade i guvernörsvalet ämbetsinnehavaren Newton Cannon med 2,500 röster. Han var guvernör till 1841, då whig-partiets James C. Jones efterträdde honom. Demokraterna var i motvind; Van Buren förlorade 1840 års presidentval klart mot whig-partiets William Henry Harrison och Polk förlorade två guvernörsval i rad mot Jones i Tennessee.

## 1844 års presidentval
Polk hoppades ursprungligen att bli nominerad till demokraternas vicepresidentkandidat på partimötet som började den 27 maj 1844. Det ledande namnet för presidentkandidat var före detta presidenten Van Buren, som ville stoppa utbredningen av slaveriet. De andra kandidaterna var general Lewis Cass (expansionistisk) och James Buchanan (moderat). Den politiskt hetaste frågan var Republiken Texas som efter att ha förklarat sig självständig 1836 hade önskat att bli en del av USA. Van Buren var emot annekteringen och därför förlorade han stöd från många demokrater, däribland Andrew Jackson, som fortfarande var inflytelserik inom partiet. Van Buren fick enkel majoritet i första omröstningen men han fick inte två tredjedelar som på den tiden krävdes för nomineringen (den s.k. två tredjedels-regeln avskaffades 1936). Efter sex omröstningar till blev det klart att Van Burens stöd inte skulle räcka. Då föreslogs Polk som en kompromisskandidat, en dark horse. Åttonde omröstningen blev inte heller avgörande men i den nionde omröstningen nominerades Polk, som hade Jacksons stöd, enhälligt. Trots att han varit talman var Polk relativt okänd och många whigs frågade för att irritera demokraterna: Who is James K. Polk? ("Vem är James K. Polk?")
När Polk fick veta att han var presidentkandidat, kommenterade han att han aldrig hade sökt presidentämbetet men att han inte heller skulle tacka nej till det om medborgarna av fri vilja väljer honom med sina röster. På grund av partiets djupa inre splittring lovade Polk att vara endast en mandatperiod i ämbetet om han blir vald, med förhoppningen att rivalerna inom partiet kunde förenas bakom honom när de visste att en ny kandidat skulle väljas fyra år senare.
Whig-partiet nominerade Henry Clay från Kentucky som deras motkandidat. Sittande whig-presidenten John Tyler, en före detta demokrat, hade brutit med whigs och nominerades inte på nytt. Annekteringen av Texas som hade dominerat demokraternas partimöte blev på nytt en central fråga i själva valkampanjen. Polk var en stark anhängare av omedelbar annektering, medan Clay var mera tvivlande.
Oregon Country, som hade ockuperats av USA och Storbritannien tillsammans, var ett annat centralt område när det gällde expansionen västeråt. Demokraterna hade informellt kopplat Oregon- och Texasfrågorna ihop så att de kunde locka expansionister i både nord- och sydstaterna. De ville ha hela territoriet för USA. Medan Clay var otydlig i frågan, stödde Polk följdriktigt expansionen även till Oregon Country. Expansionsfrågan, som demokraterna senare kallade Manifest Destiny, påverkade med stor sannolikhet valets utgång.
Polk fick det största stödet i sydstaterna och i västern, medan Clay fick stöd i nordöstra delen av USA. Polk förlorade både hemstaten Tennessee och North Carolina, där han var född. Polk lyckades dock vinna i den viktiga delstaten New York, där Clay förlorade röster till James G. Birney, presidentkandidat för Liberty Party. Polk vann med 38,000 röster av sammanlagt 2,6 miljoner. Han vann elektorskollegiet med 170 mot 105 för Clay. Ingen annan amerikansk president har någonsin varit talman i representanthuset.

## President Polk
När han svor presidenteden den 4 mars 1845, var Polk vid 49 den yngsta presidenten dittills. George Bancroft mindes flera år senare att Polk från början hade fyra målsättningar: återinrättandet av ett självständigt system för finansdepartementets medel Independent Treasury System, sänkningen av tullar, expansionen till Oregon Country (Oregonfördraget) och inköpet av Kalifornien från Mexiko (se även USA:s territoriella expansion).

### Finanspolitik
Kongressen godkände 1846 den av finansminister Robert J. Walker föreslagna sänkningen av tullarna (The Walker Tariff). Sänkningen var betydande i jämförelse med den tullnivå som whigs hade 1842 drivit igenom. Alla ad valorem (dvs. "mervärde"-) tullar slopades och nivån blev oberoende av produktens värde. Polks politik var populär i Södern och Västern men förargade många protektionister i Pennsylvania.

### Slaveri
Det har debatterats huruvida Polks egen bakgrund som slavägare påverkade hans politik i slaverifrågan. Det fanns djupa motsättningar mellan slaverianhängare, -motståndare och kompromissförespråkare under Polks tid som president. Många abolitionister ansåg att han var ett redskap för Sydstaternas slavägare (Slave power) och att han stödde expansionen till Kalifornien och senare startade mexikanska kriget för att sprida slaveriet västerut. Polk skrev i sina dagböcker att han trodde att slaveriet inte var möjligt i territorier som USA erövrade från Mexiko, men han vägrade att stödja förbudet mot slaveriet där (Wilmot Proviso). Polk ville hellre att Missourikompromissens linje skulle sträckas västerut, så att slaveriet skulle förbjudas norr om 36:e breddgraden men kunde tillåtas söder om linjen ifall röstberättigade väljare där skulle rösta ja till slaveriet.

## Utnämningar till Högsta domstolen

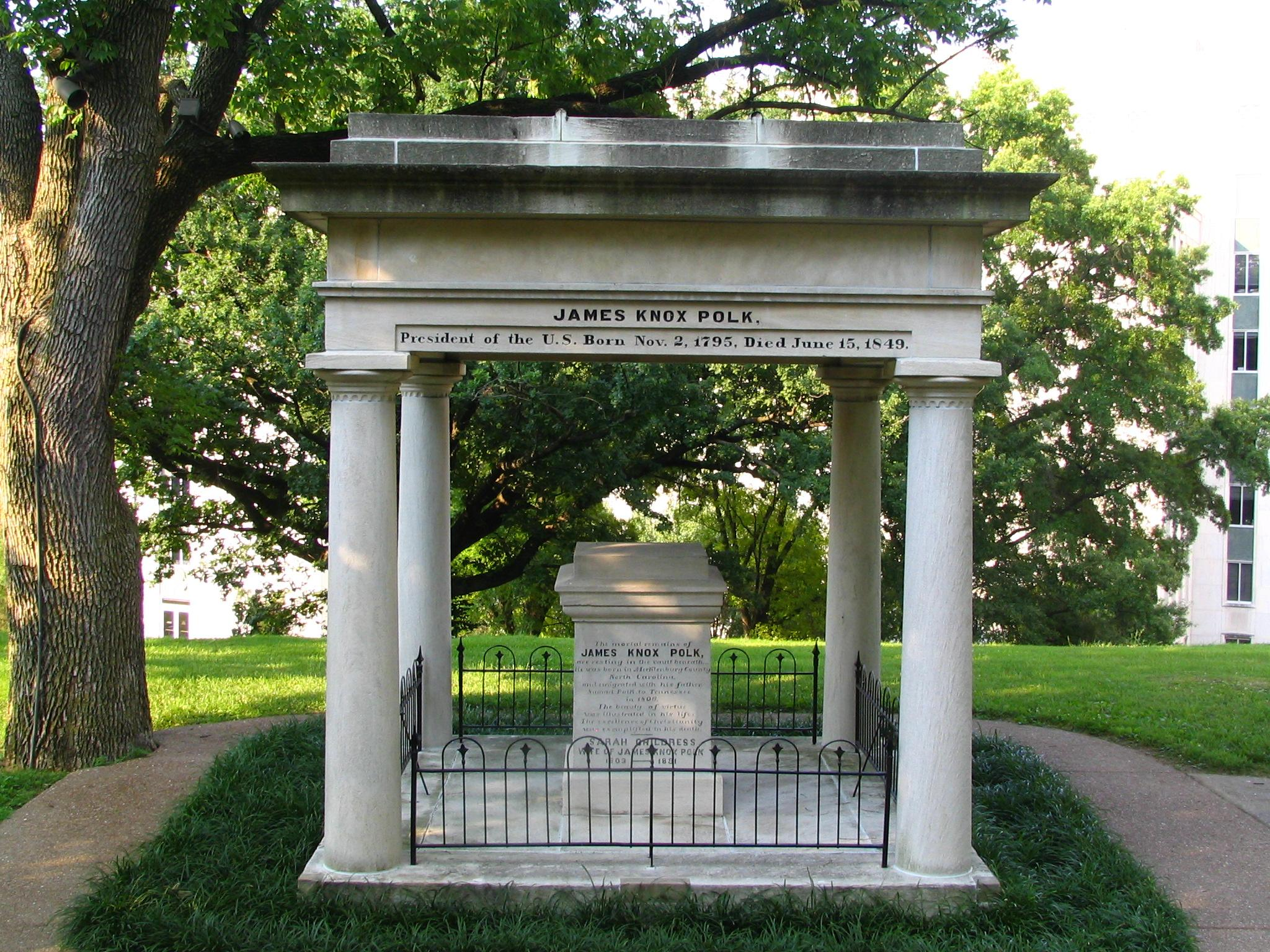
James K. Pols grav, belägen utanför Tennesse State Capitol i Nashville.

- Levi Woodbury, 1845
- Robert C. Grier, 1846